# اندی براکبانک
اندی براکبانک (انگلیسی: Andy Brockbank؛ زادهٔ ۲۳ سپتامبر ۱۹۶۱) بازیکن فوتبال اهل بریتانیا است.
از باشگاه‌هایی که در آن بازی کرده‌است می‌توان به باشگاه فوتبال بارو و باشگاه فوتبال بلکپول اشاره کرد.